# Michael Schneider (Politiker, 1968)

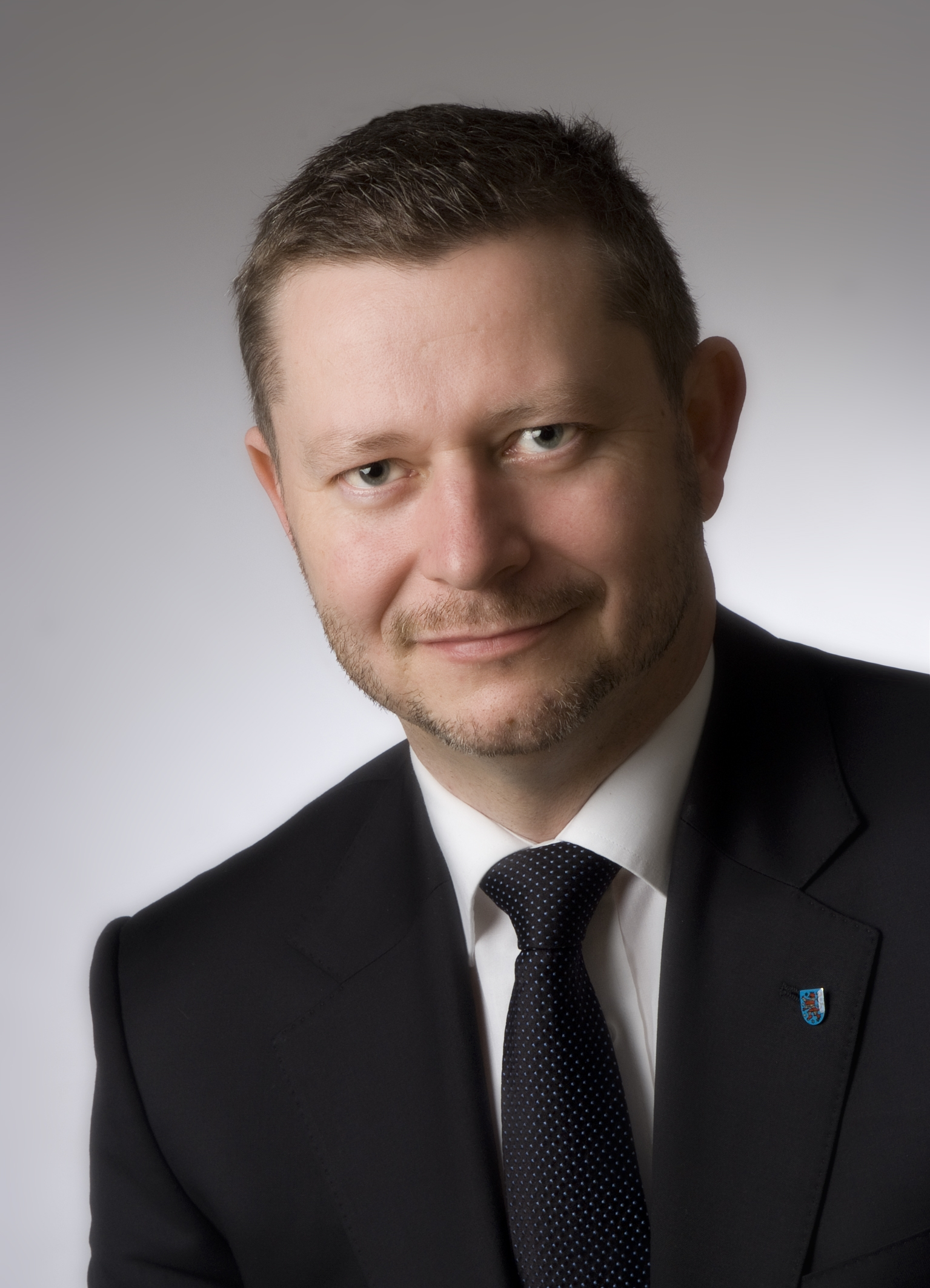
Michael Schneider 2011

Michael Schneider (* 15. Februar 1968 in Bonn) ist ein deutscher Bankfachwirt und Politiker (CDU).

## Leben und Beruf
Nach dem Abitur 1987 absolvierte Schneider bis 1989 eine Ausbildung zum Bankkaufmann und arbeitete 1990 bei der Bank für Gemeinwirtschaft (BfG) in Neuwied. Im Anschluss wechselte er zur Dresdner Bank AG und bildete sich zum Bankfachwirt fort. Von 1991 bis 1997 war er Leiter der Firmenkundenbetreuung in Erfurt. 1995 wurde er zum Prokuristen und 1997 zum Direktor ernannt. Von 1997 bis 2003 war Schneider Gebietsleiter Firmenkunden in Thüringen und von 2003 bis 2004 Leiter des Regionalen Forderungsmanagements der Region Ost und Bayern. Seit 2005 ist er Vorstand der Thüringer Aufbaubank (TAB).
Schneider ist in zweiter Ehe verheiratet.

## Politik
Schneider trat 2000 in die CDU ein und wurde im gleichen Jahr stellvertretender Landesvorsitzender der Mittelstands- und Wirtschaftsvereinigung der CDU/CSU in Thüringen (bis 2009).
Von 2001 bis 2014 war er Landesschatzmeister der CDU Thüringen, Mitglied der Bundesfinanzkommission der CDU sowie Kuratoriumsmitglied der Stiftung Versorgungswerk der CDU Deutschlands. Bei der Landtagswahl 2004 wurde er in den Thüringer Landtag gewählt, dem er bis zu seiner Ernennung zum Staatssekretär im Juli 2004 angehörte. Von 2004 bis 2005 war er Staatssekretär im Finanzministerium des Freistaates Thüringen. 

## Sport
Seit 2007 ist Michael Schneider Präsident des Eissportclub Erfurt (ESC), einem international erfolgreichen Eissportverein. Seit 2010 ist er Präsident des Thüringer Eis- und Rollsportverband (TERV), dem Sportfachverband der Eis- und Rollsportarten in Thüringen sowie Mitglied des Kuratoriums der Stiftung Thüringer Sporthilfe.

## Sonstiges
Schneider ist ehrenamtlicher Handelsrichter am Landgericht Erfurt und Mitglied im Hochschulrat der Hochschule Nordhausen. Er ist Vorsitzender des Aufsichtsrates der Gesellschaft für Arbeit und Wirtschaft des Freistaates Thüringen (GFAW) sowie stellvertretender Vorsitzender des Aufsichtsrates der bm-t beteiligungsmanagement thüringen gmbh, beide Erfurt. 
2016 wurde er als Landesschatzmeister in das Präsidium des Deutschen Roten Kreuzes Landesverband Thüringen gewählt. Gleichzeitig wurde er zum Vorsitzenden des Aufsichtsrates der DRK gemeinnützige Krankenhausgesellschaft Thüringen-Brandenburg mbH, Bad Frankenhausen, und zum Mitglied des Aufsichtsrates der DRK gemeinnützige Pflegegesellschaft Thüringen mbH, Erfurt bestellt.